# Vũ Huy
Vũ Huy (sinh năm 1955) là nam họa sĩ lĩnh vực điện ảnh người Việt Nam.

## Tiểu sử
Vũ Huy sinh năm 1955, ông là con của nhà văn Vũ Tú Nam và nhà báo Nguyễn Thanh Hương. Ông kết hôn với dịch giả, nhà báo Nguyễn Võ Lệ Hà và ly hôn năm 1994 họ có hai người con gái. Con gái lớn là siêu mẫu Vũ Nguyễn Hà Ạnh. Vũ Huy kết hôn lần hai và có thêm hai người con gái.
Vũ Huy là họa sĩ thiết kế thế hệ thứ 3 của điện ảnh Việt Nam, cùng với Mã Phi Hải, Phạm Quốc Trung và Đào Hồng Hải. tại Hãng phim truyện Việt Nam, ông từng làm Giám đốc Xưởng mỹ thuật của Hãng từ năm 1993 đến 2015. Ngoài công việc chuyên môn, Vũ Huy còn có sở thích sưu tầm đồ cổ, ông từng được một nhà sưu tầm người Mỹ nhượng lại bộ sưu tập khoảng 300 chiếc máy ảnh của mình.
Ông từng là thành viên Ban Giám khảo hạng mục phim truyền hình Giải Cánh diều 2017.

## Tác phẩm

### Điện ảnh
| Năm  | Tựa đề                   | Thiết kế mỹ thuật         | Chú thich     |
| ---- | ------------------------ | ------------------------- | ------------- |
| 1992 | Điện Biên Phủ            | Trợ lý                    | [ 13 ]        |
|      | Người thứ 11             | Trợ lý                    | [ 13 ]        |
|      | Con đường hoàng đạo      | Trợ lý                    | [ 14 ]        |
|      | Đất nước tươi đẹp        | Trợ lý                    | [ 13 ]        |
| 1992 | Đông Dương               | Trợ lý                    |               |
| 1992 | Tình yêu bên bờ vực thẳm | cùng với Hoàng Chí Long   |               |
| 1989 | Đêm hội Long Trì         | Có                        |               |
| 1997 | Ngã ba Đồng Lộc          |                           |               |
| 1997 | Trưởng ban dân số        |                           |               |
| 2000 | Mùa hè chiều thẳng đứng  | cùng với Nguyễn Nguyên Vũ | [ 13 ]        |
| 2001 | Hai Bình làm thủy điện   | Có                        |               |
| 2002 | Người Mỹ trầm lặng       | Trợ lý                    | [ 13 ] [ 14 ] |
| 2002 | Vũ khúc con cò           | Trợ lý                    | [ 15 ]        |
| 2004 | Ký ức Điện Biên          | Có                        |               |
| 2010 | Vũ điệu đam mê           |                           |               |
| 2011 | Nhìn ra biển cả          | Có                        |               |
| 2017 | Kong: Skull Island       | Trợ lý                    |               |

### Truyền hình
| Năm  | Tựa đề           | Dạng phim            | Chú thích |
| ---- | ---------------- | -------------------- | --------- |
| 1990 | Số đỏ            | Ngắn tập             |           |
| 2002 | Điệp vụ thứ nhất | Điện ảnh truyền hình |           |
| 2007 | Hoãn ăn hỏi      | Điện ảnh truyền hình |           |

### Sự kiện
- 2011 - Bản Giao hưởng Điện Biên[16]

## Giải thưởng
| Năm  | Giải thưởng         | Hạng mục                   | Tác phẩm        | Kết quả | Chú thích |
| ---- | ------------------- | -------------------------- | --------------- | ------- | --------- |
| 2005 | Giải Cánh diều 2004 | Thiết kế mỹ thuật xuất sắc | Ký ức Điện Biên | Đề cử   | [ 17 ]    |